# Persone di nome John/Generali
| Questa pagina contiene informazioni ricavate automaticamente dalle voci biografiche con l'ausilio del template Bio e di un bot. L'aggiornamento è periodico e automatico e ricostruisce completamente la pagina. Se manca una persona in questa lista, sei pregato di non aggiungerla, ma accertati piuttosto che la sua voce biografica contenga il template Bio e che i dati anagrafici siano correttamente compilati. Se il template Bio manca, inseriscilo tu stesso o, in alternativa, metti l'avviso {{tmp\|Bio}} che ne segnala la mancanza. Se i dati riportati sono sbagliati, correggi direttamente la voce biografica; le modifiche saranno visibili in questa lista entro pochi giorni. Per chiarimenti vedi il progetto antroponimi. La lista contiene solo le 65 persone che sono citate nell'enciclopedia e per le quali è stato implementato correttamente il template Bio. Pagina aggiornata al 6 giu 2025. |

Questa è una lista di persone presenti nell'enciclopedia che hanno il nome John e sono generali.

## A(2)
- John Abizaid, generale statunitense (Coleville, n. 1951)
- John Miller Adye, generale inglese (Sevenoaks, n. 1819 - Cragside, † 1900)

## B(4)
- Charles John Beckwith, generale britannico (Halifax, n. 1789 - Torre Pellice, † 1862)
- John Fox Burgoyne, generale britannico (Londra, n. 1782 - Kensington, † 1871)
- John Burnett-Stuart, generale britannico (Cirencester, n. 1875 - Winchester, † 1958)
- John Byng, I conte di Strafford, generale britannico (Leicester, n. 1772 - Cork, † 1860)

## C(10)
- John Cadwalader, generale e mercante statunitense (Trenton, n. 1742 - † 1786)
- John Caillaud, generale britannico (Dublino, n. 1726 - Aston Rowant, † 1812)
- John Campbell, IV duca di Argyll, generale e politico britannico (n. 1693 - Londra, † 1770)
- John Campbell, IV conte di Loudoun, generale britannico (Loudoun, n. 1705 - Loudoun, † 1782)
- John Capper, generale inglese (Lucknow, n. 1861 - Eastbourne, † 1955)
- John Churchill, I duca di Marlborough, generale e politico britannico (Ash, n. 1650 - Windsor Lodge, † 1722)
- John Clem, generale statunitense (Newark, n. 1851 - San Antonio, † 1937)
- John Colborne, I barone Seaton, generale britannico (Lyndhurst, n. 1778 - Torquay, † 1863)
- John Frederick Boyce Combe, generale britannico (n. 1895 - † 1967)
- John Slessor, generale e aviatore britannico (Ranikhet, n. 1897 - Wroughton, † 1979)

## D(3)
- John D'Albiac, generale britannico (Dublino, n. 1894 - Beaconsfield, † 1963)
- John Dill, generale britannico (Lurgan, n. 1881 - Washington, † 1944)
- John Philip Du Cane, generale britannico (South Kensington, n. 1865 - Westminster, † 1947)

## F(4)
- John G. Foster, generale statunitense (Whitefield, n. 1823 - Nashua, † 1874)
- John Charles Frémont, generale, politico e botanico statunitense (Savannah, n. 1813 - New York, † 1890)
- John French, generale e nobile britannico (Ripple, n. 1852 - Deal, † 1925)
- John F.C. Fuller, generale e storico britannico (Chichester, n. 1878 - Chichester, † 1966)

## G(5)
- John L. Gardner, generale statunitense (Boston, n. 1793 - Wilmington, † 1869)
- John Gibbon, generale statunitense (Holmesburg, n. 1827 - Baltimora, † 1896)
- Glubb Pascià, generale britannico (Preston, n. 1897 - Mayfield, † 1986)
- John Gorham, generale britannico (Yarmouth, n. 1709 - Londra, † 1751)
- Colquhoun Grant, generale britannico (n. 1772 - † 1835)

## H(4)
- John Harding, generale britannico (South Petherton, n. 1896 - Nether Compton, † 1989)
- John Hawkesworth, generale britannico (n. 1893 - † 1945)
- John Bell Hood, generale statunitense (Owingsville, n. 1831 - New Orleans, † 1879)
- John Hope, IV conte di Hopetoun, generale britannico (Abercorn, n. 1765 - Parigi, † 1823)

## J(3)
- John Richards, generale inglese (n. 1927 - † 2004)
- John Francis Gathorne-Hardy, generale inglese (n. 1874 - † 1949)
- John P. Jumper, generale statunitense (Paris, n. 1945)

## K(3)
- John Keane, I barone Keane, generale e nobile britannico (Belmont, n. 1781 - Hampshire, † 1844)
- John Keir, generale britannico (n. 1856 - Leamington Spa, † 1937)
- John Noble Kennedy, generale scozzese (Portpatrick, n. 1893 - Dunbar, † 1970)

## L(5)
- John Lambert, generale e politico inglese (Kirkby Malham, n. 1619 - Plymouth Sound, † 1684)
- John Lambert, generale britannico (Londra, n. 1772 - Thames Ditton, † 1847)
- John Lavarack, generale e politico australiano (Brisbane, n. 1885 - Buderim, † 1957)
- John Gaspard Le Marchant, generale britannico (Amiens, n. 1766 - Salamanca, † 1812)
- John A. Logan, generale e politico statunitense (Murphysboro, n. 1826 - Washington, † 1886)

## M(6)
- John Grenfell Maxwell, generale britannico (Liverpool, n. 1859 - Newlands, † 1929)
- John McColl, generale britannico (Londra, n. 1952)
- John Moore, generale britannico (Glasgow, n. 1761 - La Coruña, † 1809)
- Jeremy Moore, generale britannico (n. 1928 - † 2007)
- John Mordaunt, generale e politico britannico (n. 1697 - Southampton, † 1780)
- John T. Myers, generale statunitense (Wiesbaden, n. 1871 - Coconut Grove, † 1952)

## N(2)
- John Nixon, generale britannico (Brentford, n. 1857 - Saint-Raphaël, † 1921)
- John Northcott, generale australiano (Creswick, n. 1890 - Wahroonga, † 1966)

## P(6)
- John Gort, generale britannico (Londra, n. 1886 - Londra, † 1946)
- John Lucas, generale statunitense (Kearneysville, n. 1890 - North Chicago, † 1949)
- John M. Paxton Jr., generale statunitense (Chester, n. 1951)
- John Clifford Pemberton, generale statunitense (Filadelfia, n. 1814 - Penllyn, † 1881)
- John Pershing, generale statunitense (Laclede, n. 1860 - Washington, † 1948)
- John Pope, generale statunitense (Louisville, n. 1822 - Sandusky, † 1892)

## R(1)
- John Fulton Reynolds, generale statunitense (Lancaster, n. 1820 - Gettysburg, † 1863)

## S(4)
- John Schofield, generale statunitense (Gerry, n. 1831 - St. Augustine, † 1906)
- John Stark, generale statunitense (Londonderry, n. 1728 - Manchester, † 1822)
- John Stewart-Murray, VIII duca di Atholl, generale britannico (Blair Castle, n. 1871 - Perth, † 1942)
- John Sullivan, generale e politico statunitense (Somersworth, n. 1740 - Durham, † 1795)

## T(1)
- John Twiggs, generale statunitense (Maryland, n. 1750 - Contea di Richmond, † 1816)

## W(2)
- John Winslow, generale britannico (Marshfield, n. 1703 - Hingham, † 1774)
- John E. Wool, generale statunitense (Newburgh, n. 1784 - Troy, † 1869)